# 포츠 모형
통계역학에서 포츠 모형(영어: Potts model)은 이징 모형을 일반화한, 상호작용하는 스핀들을 나타내는 격자 모형이다.

## 정의
n개 상태 포츠 모형은 격자 위에 정의된다. 격자의 각 꼭짓점 {\displaystyle i}에는 "스핀" {\displaystyle \theta _{i}}가 위치해 있는데, 이는 n개의 서로 다른 값을 가질 수 있다.
{\displaystyle \theta _{i}\in \{0,2\pi /n,4\pi /n,6\pi /n,\dots ,2\pi (n-1)/n\}}
(표준) 포츠 모형의 해밀토니언은 다음과 같다.
{\displaystyle H=-\epsilon \sum _{\langle ij\rangle }\delta (\theta _{i},\theta _{j})}
여기서 {\displaystyle \delta }는 크로네커 델타이다. {\displaystyle \sum _{\langle ij\rangle }}은 변으로 연결돼 있는 꼭짓점 쌍 {\displaystyle i,j}에 대한 합이다.
벡터 포츠 모형의 해밀토니언은 다음과 같다.
{\displaystyle H=-\epsilon \sum _{\langle ij\rangle }\cos(\theta _{i}-\theta _{j})}
{\displaystyle n=2,3}인 경우, 표준 포츠 모형과 벡터 포츠 모형은 서로 동등하고, {\displaystyle n=4}인 경우에도 연관지을 수 있다. {\displaystyle n>4}인 경우, 표준 포츠 모형과 벡터 포츠 모형은 알려진 관계가 없다. {\displaystyle n=2}인 포츠 모형은 이징 모형과 동등하며, {\displaystyle n\to \infty }인 벡터 포츠 모형은 (고전적) XY 모형으로 수렴한다.

## 역사
1943년에 줄리어스 애시킨(영어: Julius Ashkin)과 에드워드 텔러가 {\displaystyle n=4}인 벡터 포츠 모형을 고려하였다. 이 때문에 이 경우를 애시킨-텔러 모형(영어: Ashkin–Teller model)이라고도 한다.
일반적인 포츠 모형과 벡터 포츠 모형은 렌프리 포츠(영어: Renfrey B. Potts)가 1951년 박사 학위 논문에서 정의하였다.

## 같이 보기
- 최소 모형 (등각 장론)